# Wybory parlamentarne w Niemczech w 2013 roku

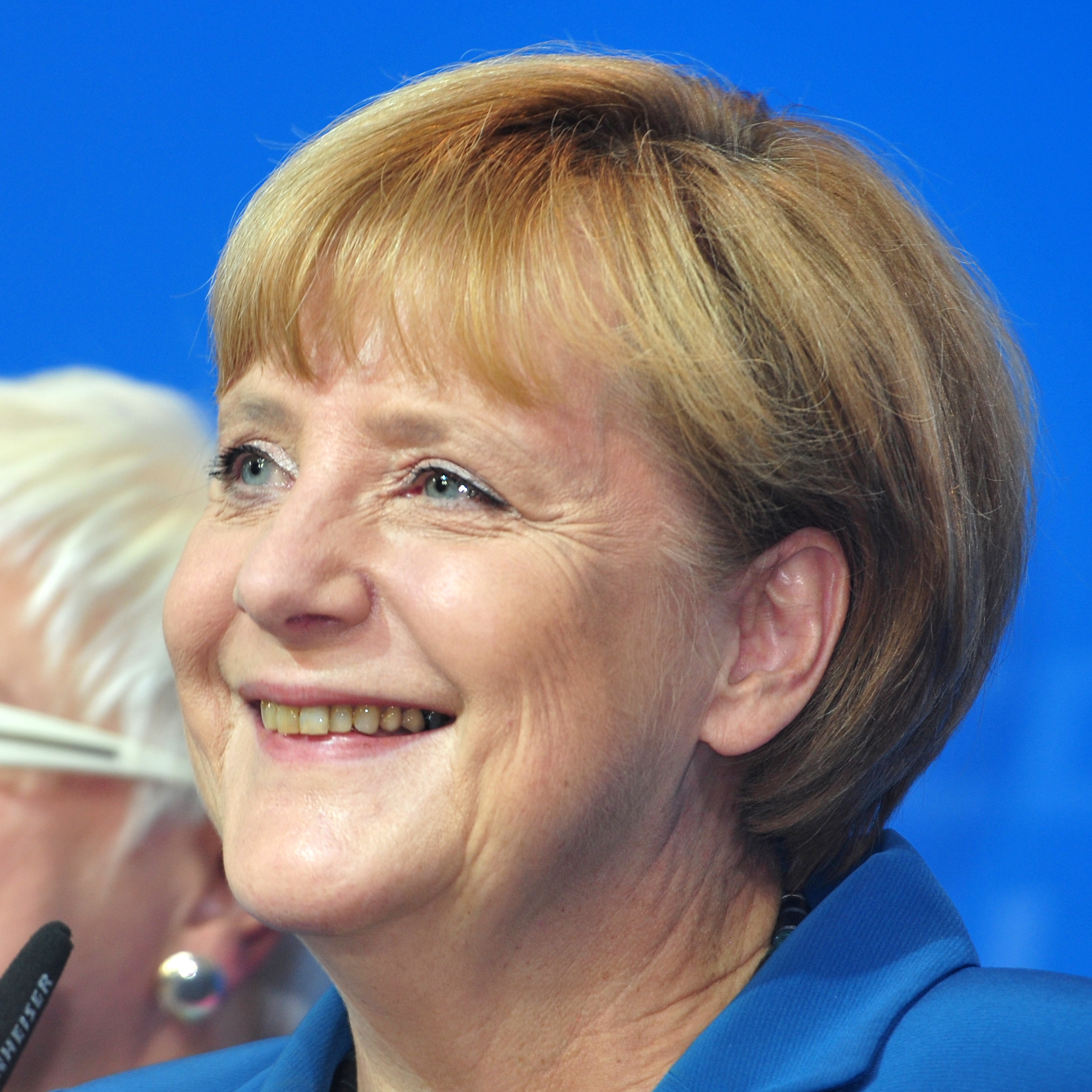
Angela Merkel tuż po ogłoszeniu wyników wyborów w dzień wyborów o 18:00

Wybory parlamentarne w Niemczech odbyły się 22 września 2013 roku. Niemcy wybierali przedstawicieli do Bundestagu.

## Kampania wyborcza
Kanclerz Merkel ubiegała się o trzecią kadencję, jej głównym przeciwnikiem był kandydat SPD Peer Steinbrück.

## Wyniki

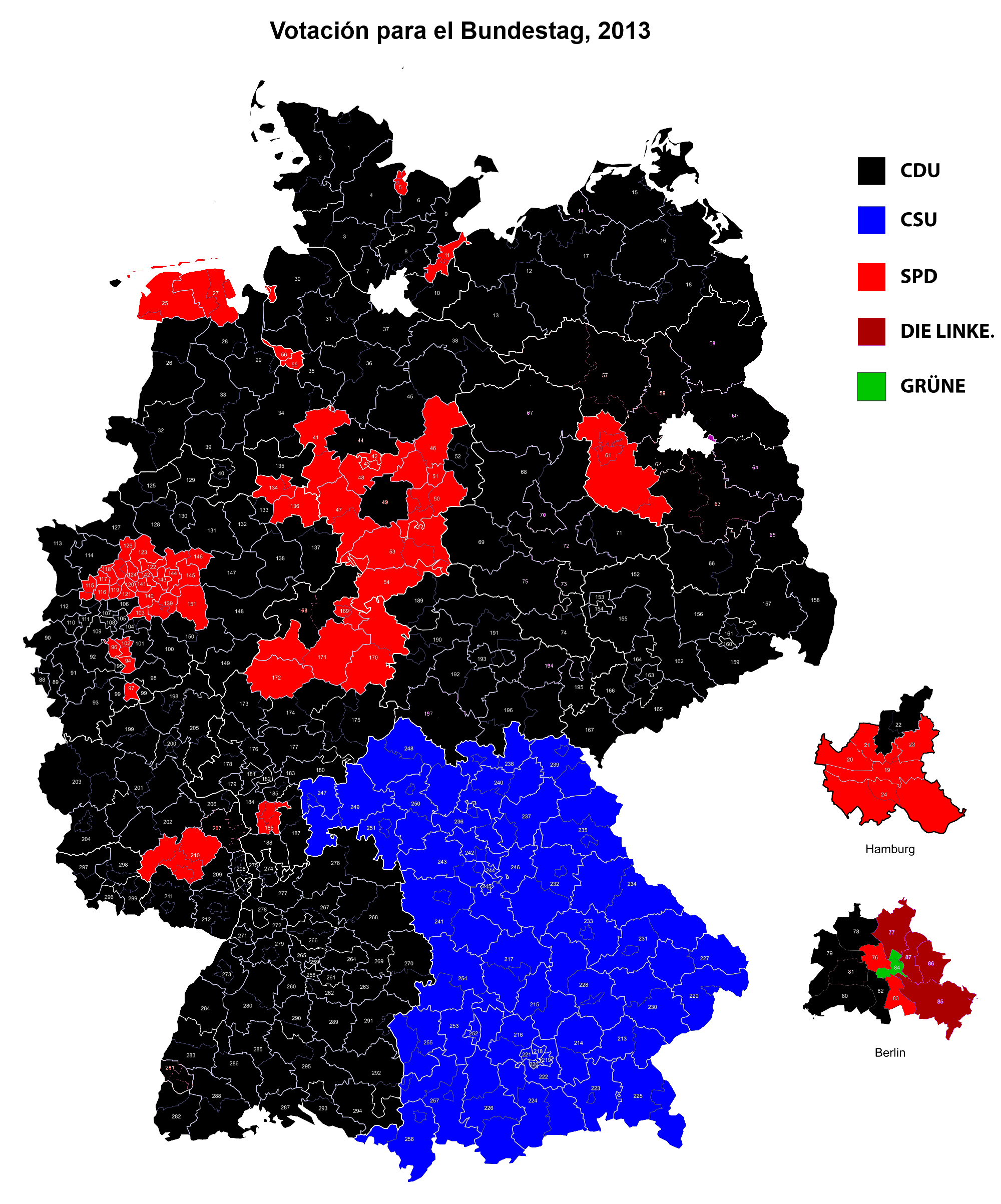
Wygrane w okręgach

Wybory po raz trzeci wygrała CDU/CSU zdobywając 41,5%. Dotychczasowemu koalicjantowi partii chadeckich, liberalnej FDP, nie udało się przekroczyć 5-procentowego progu wyborczego. Z wynikiem 4,8 proc. liberałowie nie dostali się do Bundestagu po raz pierwszy w historii RFN. Stosunkowo wysoki wynik zanotowała nowa lista AfD, ale też była bardzo blisko przekroczenia pułapu pięciu procent, co FDP. Zarówno FDP, jak i AfD zdobyły bardzo podobne poparcie.

CDU-CSU vote
SPD vote
Linke vote
Grüne vote
FDP vote
AfD vote
Piraten vote
NPD vote

|  | Partia                                  | Głosy      | %          | Miejsca    | Zmiana     | % miejsc |
|  | --------------------------------------- | ---------- | ---------- | ---------- | ---------- | -------- |
|  | CDU/CSU razem w Sojuszu                 | 18 157 256 | 41,55%     | 311        | 72         | 49,37%   |
|  | Unia Chrześcijańsko-Demokratyczna       | 14 913 921 | 34,13%     | 255        | 61         | 40,48%   |
|  | Unia Chrześcijańsko-Społeczna w Bawarii | 3 243 335  | 7,42%      | 56         | 11         | 8,89%    |
|  | Socjaldemokratyczna Partia Niemiec      | 11 247 283 | 25,75%     | 192        | 47         | 30,48%   |
|  | Die Linke                               | 3 752 577  | 8,59%      | 64         | 12         | 10,16%   |
|  | Związek 90/Zieloni                      | 3 690 314  | 8,44%      | 63         | 5          | 10,0%    |
|  | Wolna Partia Demokratyczna              | 2 082 305  | 4,76%      | –          | 93         | –        |
|  | Alternatywa dla Niemiec                 | 2 052 372  | 4,7%       | –          | –          | –        |
|  | Niemiecka Partia Piratów                | 958 507    | 2,19%      | –          | –          | –        |
|  | Narodowodemokratyczna Partia Niemiec    | 560 660    | 1,28%      | –          | –          | –        |
|  | Freie Wähler                            | 422 857    | 0,97%      | –          | –          | –        |
|  | Partia Ochrony Zwierząt                 | 140 251    | 0,32%      | –          | –          | –        |
|  | Ekologiczna Partia Demokratyczna        | 127 085    | 0,29%      | –          | –          | –        |
|  | Republikanie                            | 91 660     | 0,21%      | –          | –          | –        |
|  | Die PARTEI                              | 78 357     | 0,18%      | –          | –          | –        |
|  | Niemiecka Partia Rodzin                 | 7451       | 0,02%      | –          | –          | –        |
|  | Inne partie                             | 333 539    | 0,76%      | –          | –          | –        |
|  | Głosy nieważne                          | 587 178    | 1,3%       | –          | –          | –        |
|  | Razem                                   | 43 702 474 | 100,0%     | 630        | +8         | 100,0%   |
|  | Frekwencja                              | Frekwencja | Frekwencja | Frekwencja | Frekwencja | 71,5%    |

Źródło: Bundeswahlleiter
- CDU-CSU vote
- SPD vote
- Linke vote
- Grüne vote
- FDP vote
- AfD vote
- Piraten  vote
- NPD vote